# Adama Damballey
Adama Damballey (ur. w 1957) – gambijski zapaśnik walczący w stylu wolnym. Olimpijczyk z Seulu 1988, gdzie zajął trzynaste miejsce w kategorii do 74 kg.

## Letnie Igrzyska Olimpijskie 1988
| Konkurencja      | Eliminacje          | Eliminacje   | Eliminacje            | Eliminacje            | Klas. końcowa |
| Konkurencja      | Przeciwnik 1        | Przeciwnik 2 | Przeciwnik 3          | Przeciwnik 4          | Miejsce       |
| ---------------- | ------------------- | ------------ | --------------------- | --------------------- | ------------- |
| 74 kg styl wolny | Uati Iutana (SAM) Z | wolny los    | Shaban Sejdiu (YUG) P | Pekka Rauhala (FIN) P | 13            |